# Liina Kersna

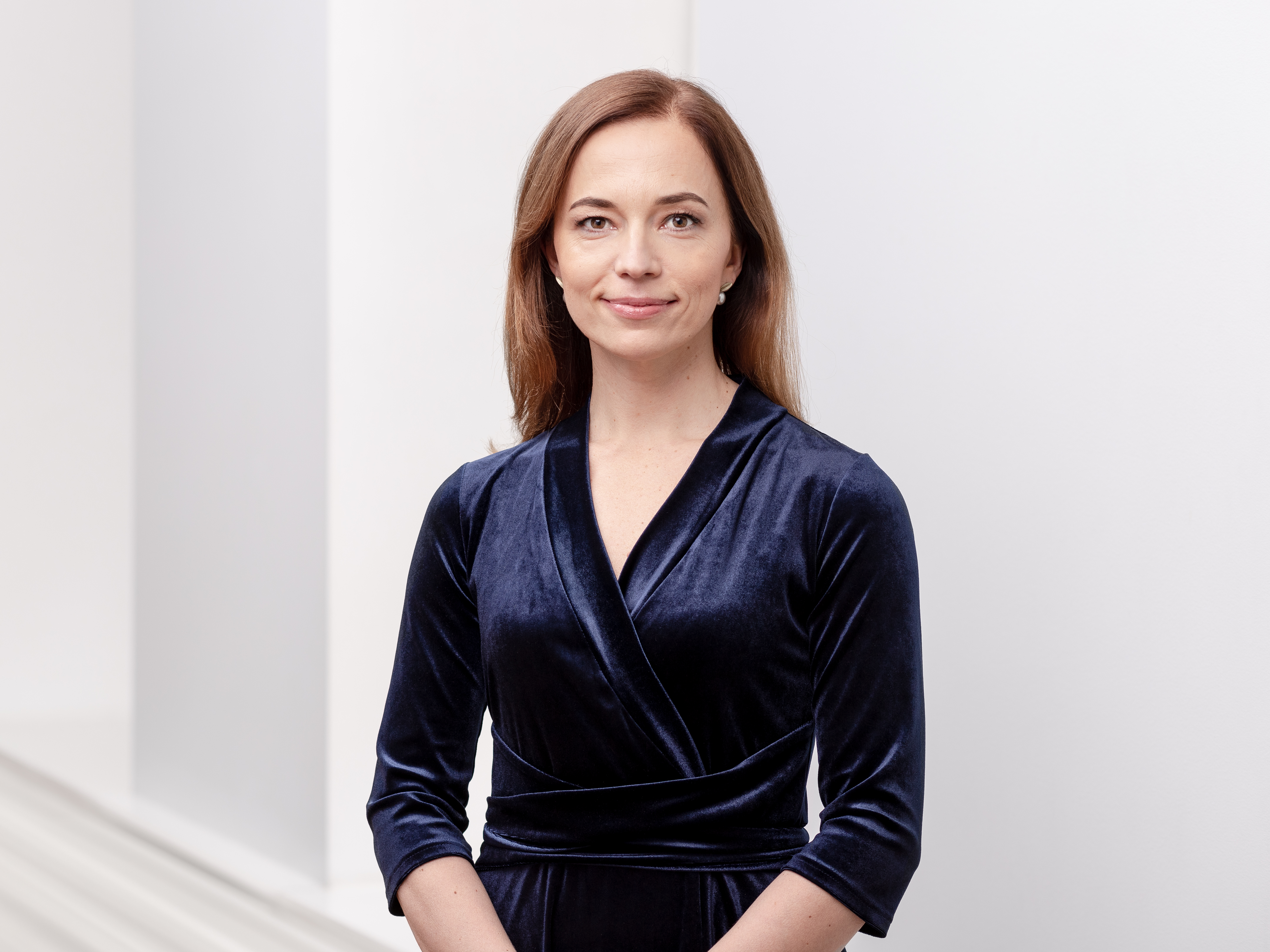
Liina Kersna (2021)

Liina Kersna (geb. Liina Lepik, * 3. April 1980 in Tallinn) ist eine estnische Journalistin und Politikerin. Sie gehört der liberalen Reformpartei (Reformierakond) an. vom 26. Januar 2021 bis zum 18. Juli 2022 war sie Ministerin für Bildung und Wissenschaft der Republik Estland im ersten Kabinett von Ministerpräsidentin Kaja Kallas.

## Leben

### Frühe Jahre
Liina Kersna schloss 1998 das Gymnasium im Tallinner Stadtteil Lasnamäe ab. Im selben Jahre begann sie ihre journalistische Karriere als Redakteurin und Moderatorin bei Eesti Raadio. Von 2002 bis 2004 war sie für die Öffentlichkeitsarbeit der Vereinigung der estnischen Studentenverbindungen zuständig. Gleichzeitig bildete sie sich akademisch fort. 2005 schloss sie ihr Studium in den Fächern Journalismus und Öffentlichkeitsarbeit an der Universität Tartu ab. 2018 machte sie außerdem an der Universität Tartu einen Masterabschluss im Bildungsmanagement.

### Politik
Von 2004 bis 2007 leitete Liina Kersna das Pressereferat des estnischen Landwirtschaftsministeriums. Anschließend wechselte sie in die estnische Staatskanzlei. Sie war dort zunächst Referentin, dann stellvertretende Leiterin und später Leiterin der Abteilung für Öffentlichkeitsarbeit. Von 2013 bis 2015 war sie Büroleiterin von Ministerpräsident Taavi Rõivas.
2015 trat Liina Kersna der liberalen Estnischen Reformpartei bei und wurde Abgeordnete im estnischen Parlament (Riigikogu). Am 26. Januar 2021 wurde sie als neue Ministerin für Bildung und Wissenschaft der Republik Estland vereidigt. Nach der Ablösung der Regierung kehrte sie als Abgeordnete ins Parlament zurück und konnte bei der Parlamentswahl 2023 ihr Mandat verteidigen.

### Privates
Liina Kersna ist seit 2010 mit dem estnischen Journalisten Vahur Kersna (geb. 1962) verheiratet. Das Paar hat einen Sohn.